# تیتو جکسون
توریانو آداریل «تیتو» جکسون (به انگلیسی: Toriano Adaryll "Tito" Jackson) (۱۵ اکتبر ۱۹۵۳ – ۱۵ سپتامبر ۲۰۲۴) خواننده و گیتاریست اهل آمریکا بود. او در شهر گری، ایندیانا متولد شد. وی فرزند سوم خانواده جکسون بود. او یکی از بنیانگذاران گروه جکسون فایو (که بعداً به نام جکسون‌ها شناخته شد) بود، گروهی که در اواخر دهه ۱۹۶۰ و ۱۹۷۰ با برچسب موتاون به شهرت رسید و در اواخر دهه ۱۹۷۰ و ۱۹۸۰ در برچسب اپیک به موفقیت ادامه داد. جکسون در سال ۲۰۰۳ به عنوان یک نوازنده بلوز فعالیت انفرادی‌اش را آغاز کرد. او سه بار نامزد جایزه گرمی شد و به عنوان عضوی از گروه جکسون فایو به تالار مشاهیر راک اند رول راه یافت.